# Длиннохвостый горный голубь
Длиннохвостый горный голубь (лат. Gymnophaps mada) — вид птиц семейства голубиных (Columbidae). Он является эндемиком Индонезии и населяет горные леса и нарушенные низинные леса на острове Буру. Раньше считалось, что он конспецифичен с Gymnophaps stalkeri. Это птица среднего размера 33-38,5 см, с сине-серой макушкой и шеей, более темной сланцево-серой верхней частью и шеей и грудью от белого до бледно-желтовато-розового цвета, которые становятся желтовато-розовыми к брюху. У этого вида отмечается легкий половой диморфизм: самки меньше и имеют более темно-красный цвет на груди.
Длиннохвостый горный голубь питается фруктами. Брачный сезон продолжается с октября по декабрь. Международный союз охраны природы относит его к видам, вызывающим наименьшие опасения из-за достаточно большого ареала и стабильной популяции. Численность оценивается в 20 000—49 999 особей.

## Классификация и подвиды
Длиннохвостый горный голубь был описан как Columba mada немецким орнитологом Эрнстом Хартертом в 1899 году на основе особей с горы Мада на о. Буру, Индонезия. В 1900 году он писал, что если род Gymnophaps (который тогда содержал только новогвинейского горного голубя) будет сохранен, то он должен включать и длиннохвостого горного голубя, тем не менее исследователь предпочел оставить как новогвинейского, так и длиннохвостого горных голубей в роде Columba. Позже Джеймс Л. Питерс в своем Контрольном списке птиц мира 1937 года поместил оба этих вида в род Gymnophaps.
Название рода Gymnophaps происходит от др.-греч. γυμνος, что означает «голый», и др.-греч. φαψ, что означает «голубь». Видовое название mada происходит от горы Мада, типового местонахождения вида.
Длиннохвостый горный голубь является одним из четырех видов рода Gymnophaps, представители которого обитают в Меланезии и на Молуккских островах. Он образует комплекс видов с другими видами рода. В своем семействе род Gymnophaps является сестринским роду Lopholaimus, вместе они образуют сестринскую кладу Hemiphaga. Серамский голубь ранее считался подвидом длиннохвостого горного голубя, но в 2007 году Фрэнк Райндт и Роберт Хатчинсон разделили их на основании различий во внешнем виде. Сейчас считается, что длиннохвостый горный голубь не имеет подвидов.

## Описание
Длиннохвостый горный голубь имеет средний размер и стройное телосложение, его длина составляет 33-38,5 см. Самцы этого вида — особи с сине-серой макушкой и шеей, более темной сланцево-серой верхней частью и шеей и грудью от белого до бледно-желтовато-розового цвета, которые становятся желтовато-розовыми к брюху. Радужная оболочка серая, бледно-коричневая или желтая, с красным или оранжевым наружным кольцом. Клюв пепельно-желтый с красным основанием, а ноги имеют цвет от лилового до коричневато-красного. Этот вид демонстрирует небольшой половой диморфизм: самки меньше и имеют более темно-красный цвет на груди, наряду с темными черновато-красными клювами. У молодых особей верхняя часть тела более коричневая, темные пятна на горле и на груди, а также более охристые на животе. У них также бывает серый клюв с белым кончиком, тускло-красная восковица и тускло-красные лапки.

### Голос
Неизвестно, какой голос имеет Длиннохвостый горный голубь, но, вероятно, большую часть времени он молчит, как и другие голуби Gymnophaps.

## Распространение и среда обитания
Длиннохвостый горный голубь является эндемиком Буру, относящегося к Молуккским островам. В основном обитает в холмистых и горных лесах, изредка встречается в низинных нарушенных лесах, когда ищет корм. Его наблюдали на высоте 0-2,060 м над уровнем моря, но в основном он встречается на высоте 650-1,760 м.

## Поведение
Длиннохвостый горный голубь обычно встречается поодиночке или парами, а также небольшими стайками до 11 птиц в период с октября по декабрь. В другие месяцы они также могут быть встречены в более крупных группах. Он гнездится высоко в горах, утром улетает в низины за кормом, а вечером возвращается на насест. Это плодоядный вид и, скорее всего, ищет фрукты в кроне. Был замечен во фруктовых деревьях у берега. Брачный сезон может длиться с октября по декабрь.

## Охранный статус
Длиннохвостый горный голубь занесен в Красную книгу Международным союзом охраны природы (МСОП) как вызывающий наименьшее беспокойство из-за достаточно большого ареала и стабильной популяции. По оценке 1989 года, его популяция составляла 43 000 особей, а в 2016 году оценивалась в 20 000-49 999 птиц. Горные леса на протяжении всего его ареала относительно нетронуты, и этот вид, похоже, не сталкивается с какими-либо серьезными угрозами.